# 艾伦·麦克莱恩
艾伦·麦克莱恩（英語：Allan McLane；原名；1746年8月8日—1829年5月22日，美國軍事、政治人物，独立战争期间大陆军军官。 1789年任特拉华州首任法警。1797年任威尔明顿港海關徵税員。

## 早年經歷
1746年8月8日艾伦·麦克莱恩 (Allan McLean) 生于费城。他的父亲是一名苏格兰商人，于 1738 年从科尔島移民到美国。
1767 年至 1769 年，麦克林前往欧洲遊歷并前往苏格兰拜訪亲戚。1774年，他在特拉华州士麦那附近定居，开始从事贸易活動。1775年7月，为避免同當時在英军服役的同名“苏格兰叛徒”混淆，將家族姓氏改為「麥克萊恩」（McLane）。